# Soul Rebels
Soul Rebels è il secondo album in studio del gruppo reggae giamaicano The Wailers, il primo ad essere pubblicato fuori dalla Giamaica.
Il disco fu prodotto da Lee Perry e registrato allo studio Randy's di Kingston tra agosto e novembre 1970. Fu pubblicato in Giamaica sull'etichetta di Perry (Upsetter Records) e in Gran Bretagna su etichetta Trojan Records.
Il disco è stato ripubblicato diverse volte su differenti etichette; l'edizione de luxe del 2002 della Trojan, oltre ai brani dell'album originale, comprende anche altre 10 tracce dello stesso periodo di Bob Marley prodotte da Lee Perry e suonate dagli Upsetters/Wailers.

## Tracce

### Album originale (1970)

#### Lato A
1. Soul Rebel - 3:22 - (Marley)
2. Try Me - 2:50 - (Marley)
3. It's Alright - 2:39 - (Marley)
4. No Sympathy - 2:18 - (Marley)
5. My Cup - 3:39 - (Marley)
6. Soul Almighty - 2:45 - (Marley)

#### Lato B
1. Rebel's Hop - 2:43 - (Marley)
2. Corner Stone - 2:33 - (Marley)
3. 400 Years - 2:37 - (Tosh)
4. No Water - 2:12 - (Marley)
5. Reaction - 2:46 - (Marley)
6. My Sympathy - 2:45 - (Marley)

### Album (2002)
1. Soul Rebel - 3:22
2. Try Me - 2:50
3. It's Alright - 2:39
4. No Sympathy - 2:18
5. My Cup - 3:39
6. Soul Almighty - 2:45
7. Rebel's Hop - 2:43
8. Corner Stone - 2:33
9. Four Hunderd Years - 2:37
10. No Water - 2:12
11. Reaction - 2:46
12. My Sympathy - 2:45

#### Bonus tracks
1. Dreamland - (Livingston)
2. Dreamland Version - (Livingston)
3. Dracula - (Perry)
4. Soul Rebel Version 4 - (Marley)
5. Version of Cup - (Perry)
6. Zig Zag - (Perry)
7. Jah Is Mighty - (Marley)
8. Brand New Second Hand - (Tosh)
9. Brand New Second Hand Version - (Tosh)
10. Downpresser - (Tosh)

## Formazione
- Lloyd Knibbs - batteria
- Lloyd Brevett - basso
- Bob Marley - voce e chitarra
- Jerome "Jah Jerry" Haines - chitarra
- Lyn Taitt - chitarra
- Jackie Mittoo - tastiera
- Roland Alphonso - sassofono
- Tommy Mc Cook - sassofono
- Lester Sterling - sassofono
- Dennis "Ska" Campbell - sassofono
- Don Drummond - trombone
- Johnny "Dizzy" Moore - tromba